# 乍甲蓬·普瓦納
彭世洛王子乍甲蓬·普瓦納（1883年3月3日—1920年6月13日），一译却克拉邦塞，为泰国却克里王朝第五代国王拉玛五世之子。早年在俄罗斯留学，后来回国并担任泰国军队副总参谋长。

## 生平
乍甲蓬·普瓦納是拉玛五世与紹瓦帕王后的儿子，1898年前往俄罗斯帝国学习军事:618，1903年毕业回国，出任泰国军队副总参谋长。乍甲蓬长于社交，在俄国留学期间结识了一名乌克兰裔俄国女护士卡捷琳娜·杰斯尼茨基，1904年日俄战争爆发后，卡捷琳娜前往西伯利亚前线任职，但两人仍然保持联系；战争结束后，两人在君士坦丁堡秘密结婚，乍甲蓬回国后却将卡捷琳娜藏在新加坡，因为乍甲蓬为仅次于同母兄瓦棲拉兀的王位继承人选，其父母拉玛五世及紹瓦帕王后得知婚事后颇感不满，拒绝接见卡捷琳娜，直到两人的独子朱拉·乍甲蓬出生后，绍瓦帕王后才开始接见卡捷琳娜。在回到泰国後，俄罗斯帝国也继续與乍甲蓬保持联系，并不断吹捧，俄国对于批评者太子瓦棲拉兀、外交大臣德瓦旺萨等人则加以诋毁，试图营造利于乍甲蓬继位的舆论，但失败。
1919年，乍甲蓬与卡捷琳娜离婚，并另娶一妻。1920年，乍甲蓬携儿子朱拉·乍甲蓬前往新加坡游玩时逝世，享年37岁；1925年拉瑪六世逝世时，朱拉·乍甲蓬原本也被视为王位继承人，但因为他的乌克兰血统而未能继位。

## 引用